# Аянамі (1930)
Аянамі (Ayanami, яп. 綾波) — ескадрений міноносець Імперського флоту Японії, який брав участь у Другій світовій війні.
Корабель, який став одинадцятим серед есмінців типу «Фубукі», спорудили 1930 року на верфі Fujinagata в Осаці.
На момент вступу Японії до Другої світової війни «Аянамі» належав до 19-ї дивізії ескадрених міноносців, яка 26 листопада 1941-го прибула з Японії до порту Самах (острів Хайнань). 4 грудня «Аянамі» та ще 9 есмінців і легкий крейсер вийшли з Самаху, супроводжуючи 18 транспортів з військами для висадки на півострові Малакка. Через кілька діб на підході до півострова конвой розділився на 4 загони, які попрямували для висадки в Сурат-Тані й Патані, Сінгорі (всі — Сіам) та Кота-Бару (британська Малая), при цьому «Аянамі» та ще 3 есмінці забезпечували висадку в останньому. Висадка успішно відбулася в ніч проти 8 грудня (тобто одночасно з нападом на Перл-Гарбор — але по іншу сторону лінії зміни дат), а невдовзі «Аянамі» прибув до бухти Камрань (центральна частина узбережжя В'єтнаму).
13 грудня 1941-го «Аянамі» та ще 10 есмінців вийшли з Камрані для супроводу Другого Малайського конвою, який 16 грудня розпочав розвантаження на півострові Малакка. 19 грудня він все ще прикривав транспорти, які перебували біля узбережжя Малакки, та разом із двома іншими есмінцями, «Югірі» і «Уранамі», взяв участь у полюванні на нідерландський підводний човен O 20, яке завершилось потопленням останнього.
З 31 грудня 1941-го «Аянамі» разом з іншими численними есмінцями ескортував Третій малайський конвой, який мав доправити чергову партію японських військ з Формози. 3 січня 1942-го «Аянамі» та ще два есмінці відокремились від основної групи для прикриття 11 транспортів, що попрямували не в Малаю, а до Бангкоку (саме з території Сіаму японці вели наступ на бірманському напрямку).
16—19 січня 1942-го ескадра, до якої належав «Аянамі», виходила з Камрані для супроводу 5 важких та 3 легких крейсерів. Такі дії пояснювались отриманням японським командуванням хибних даних про прибуття до Сінгапуру чергового британського лінкора.
23 січня 1942-го «Аянамі» та ще один есмінець вийшли з Камрані для супроводу двох важких крейсерів, які забезпечували дистанційне прикриття операції з проведення транспортів до Ендау на східному узбережжі півострова Малакка (менш ніж за сотню кілометрів від головного ворожого бастіону в Сінгапурі). Цього разу британці спробували протидіяти, проте безпосереднє прикриття саме відбило атаки авіації та невеликого загону із двох есмінців. 30 січня загін повернувся у Камрань.
За кілька тижнів «Аянамі» залучили до операції з висадки на сході острова Суматра поблизу центру нафтовидобутку в Палембанзі. 10 лютого 1942-го він разом зі ще 2 есмінцями та легким крейсером вийшов з Камрані для супроводу головного з'єднання з 5 важких крейсерів. У ніч проти 15 лютого японці здійснили висадку на острів Бангка (біля північно-східного узбережжя Суматри) та стали готуватись до просування по річці в напрямку Палембанга, де ще 14 числа викинули повітряний десант. 15 лютого крейсерський загін націлили на ворожу ескадру, що наближалась від Яви, втім, уже під попередніми ударами авіації союзники відступили.
Первісно планувалось, що «Аянамі» продовжить ескортувати важкі крейсери в наступній операції з висадки на заході острова Ява, але коли 17 лютого 1942-го більша частина крейсерського з'єднання зайшла для дозаправки та відпочинку на передову базу на островах Анамбас (дві з половиною сотні кілометрів на північний схід від Сінгапура), «Аянамі» зачепив тут риф. Есмінець зазнав певних пошкоджень та 20 лютого перейшов до Камрані для аварійного ремонту. Втім, уже 22 лютого він зміг вийти для допомоги важкому крейсеру «Тьокай», який вискочив на риф біля Кап-Сен-Жак (наразі Вунгату на узбережжі Південного В'єтнаму). 25—27 лютого «Аянамі» супроводив «Тьокай» від Вунгтау до Сінгапура.
Наступною операцією для «Аянамі» стало взяття під контроль Північної Суматри. Цього разу він разом з 3 іншими есмінцями охороняв загін із 5 важких крейсерів, який 9 березня 1942-го вийшов з Сінгапуру для дистанційного прикриття транспортної групи. 12 березня відбулось успішне десантування, а 14 березня «Аянамі» разом зі ще одним есмінцем прибули як ескорт важкого крейсера «Тьокай» до Пенангу (західне узбережжя півострова Малакка).
20 березня 1942-го «Аянамі» та ще 6 есмінців та 2 легкі крейсери вийшли з Пенангу для супроводу 9 транспортів, що мали висадити десант на Андаманських островах. 23 березня відбулась висадка в Порт-Блер, яка не зустріла спротиву.
Невдовзі в Індійський океан вийшло японське ударне авіаносне з'єднання, яке попрямувало для удару по Цейлону, а для боротьби з судноплавством у Бенгальській затоці рушили легкий авіаносець та 5 важких крейсерів. Втім, «Аянамі» разом з більшою частиною своєї дивізії залишався в цей час на Андаманських островах та ніс тут патрульно-ескортну службу. 9 квітня авіаносці провели останній великий бій свого рейду, що завершило японський наступ у Південно-Східній Азії. Як наслідок, 13—22 квітня 1942-го «Аянамі» прямував звідси до Куре, де пройшов доковий ремонт.
Під час мідвейської операції «Аянамі» разом зі ще 7 есмінцями та легким крейсером охороняв загін адмірала Ямамото, головну силу якого становили 3 лінкори. Це з'єднання в підсумку так і не вступило в бій, оскільки прямувало на значній відстані за ударною авіаносною групою, яка 4 червня зазнала катастрофічної поразки в битві при Мідвеї. 14 червня кораблі з'єднання прибули до Японії.
30 червня 1942-го «Аянамі» разом зі ще 9 есмінцями та легким крейсером полишив Внутрішнє Японське море та 2 липня прибув на Амаміосіму (архіпелаг Рюкю). 15 липня цей загін рушив до Південно-Східної Азії, маючи за мету передусім взяти участь у новому рейді до Індійського океану, що готувався японським командуванням. Кораблі пройшли через Сінгапур, зайшли до Сабангу (острівець біля північного завершення Суматри), а 31 липня досягнули південнобірманського Мергуй (наразі М'єй на східному узбережжі Андаманського моря). За добу до того сюди прибули з Японії 2 важкі крейсери в супроводі іншої групи есмінців, крім того, до Мергую збирались кораблі, що вже були в регіоні. Втім, через тиждень союзники висадились на сході Соломонових островів, що започаткувало шестимісячну битву за Гуадалканал та змусило японське командування перекидати сюди підкріплення. Як наслідок, рейд до Індійського океану скасували і «Аянамі» разом з трьома есмінцями вже 8 серпня 1942-го рушив для ескорту нещодавно згаданих крейсерів до Мікронезії.
21 серпня 1942-го під час проходження повз Трук (велика японська база в центральній частині Каролінських островів) «Аянамі» зайшов на атол для дозаправки. Є відомості, що невдовзі він рушив звідси для супроводу двох танкерів, які мали провадити дозаправку бойових кораблів у морі (можливо відзначити, що таке ж завдання мав і есмінець «Мінегумо»). Перед тим великі сили японського флоту вийшли з Труку з метою проведення конвою з підкріпленнями для Гуадалканалу, що призвело 24 серпня до битви авіаносних з'єднань біля східних Соломонових островів. Рух конвою виявився остаточно перерваним 25 серпня унаслідок ударів літаків з островів Еспіриту-Санто та Гуадалканал, а за кілька діб японський флот повернувся на Трук.
9 вересня 1942-го великі сили японського флоту знову вийшли з Труку для патрулювання північніше від Соломонових островів. «Аянамі» взяв участь у цьому поході, який тривав два тижні та не призвів до якихось зіткнень з супротивником. У підсумку флот повернувся на Трук, проте «Аянамі» відрядили для ескортування танкеру «Тохо-Мару» на якірну стоянку Шортленд прикрита групою невеликих островів Шортленд акваторія біля південного завершення острова Бугенвіль, де зазвичай відстоювались бойові кораблі та перевалювались вантажі для подальшої відправки далі на схід Соломонових островів), куди вони прибули 24 вересня.
29 вересня 1942-го «Аянамі» залучили до проведення на буксирі барж до острова Рендова (в архіпелазі Нью-Джорджія, який розташований у центральній частині Соломонових островів за дві з половиною сотні кілометрів на північний захід від Гуадалканалу). В цей раз рейс скасували через погану погоду, проте 1 жовтня «Аянамі» все-таки виконав таке завдання.
4, 7, 11, 17, 19 жовтня та 2 і 5 листопада 1942-го «Аянамі» виходив у транспортні рейси до Гуадалканалу (доставка бійців та вантажів на швидкохідних есмінцях до району активних бойових дій стала типовою для японського флоту в кампанії на Соломонових островах).
3—6 листопада 1942-го «Аянамі» разом з двома іншими есмінцями супроводив легкий крейсер «Сендай» з Шортленда на Трук. На той час японське командування готувало проведення до Гуадалканалу великого конвою з підкріпленнями, що в підсумку вилилось у вирішальну битву надводних кораблів біля острова. Приведений «Сендай» з Шортленду загін, а також ще 3 есмінці утворили охорону з'єднання, основну силу якого становили авіаносець, 2 лінкори та 3 важкі крейсери. Воно мало прикривати загін адмірала Абе, який напередодні підходу транспортів повинен був провести артилерійський обстріл аеродрому Гендерсон-Філд (за місяць до того така операція відбулась доволі вдало). У ніч проти 13 листопада біля Гуадалканалу загін Абе перестріло американське з'єднання із крейсерів та есмінців, яке зазнало значних втрат, проте зірвало обстріл аеродрому. Як наслідок, «Аянамі» та ряд інших кораблів (включаючи 2 важкі крейсери) передали для формування нового загону, що мав все-таки провести бомбардування аеродрому в ніч проти 15 листопада. Цього разу операцію зірвало американське з'єднання, головну силу якого становили два лінкори. «Аянамі» взяв участь у бою та був потоплений артилерійським вогнем (взагалі, у підсумку японці зазнали поразки і втратили вже другий лінкор за кілька діб — перша втрата прийшлась на загін Абе). З команди есмінця загинуло 27 осіб, ще 196 моряків підібрав інший японський есмінець «Уранамі».